# Turn! Turn! Turn!
"Turn! Turn! Turn! (to Everything There is a Season)" é uma canção de música folk composta pelo músico estadunidense Pete Seeger em 1959. Sua letra é quase toda retirada do Livro de Eclesiastes da Bíblia. Seeger só gravou a canção em 1962, no álbum The Bitter and The Sweet, lançado pela Columbia Records.

## Letra
A letra da canção, com exceção do último verso, é retirada palavra por palavra do terceiro capítulo do Livro de Eclesiastes da Versão do Rei James da Bíblia (1611). Eclesiastes é tradicionalmente designado como sendo o Rei Salomão e, por um tempo, seu livro foi proibido pelos rabinos, que o consideravam demasiadamente cínico e depressivo. Os versos da canção, retirados do terceiro capítulo do livro, são os seguintes:

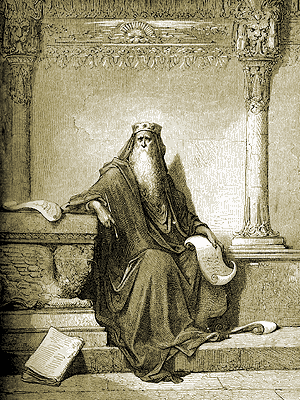
Eclesiastes

| “ | 1. Para tudo há um momento, e tempo para cada coisa sob o céu: 2. Tempo de nascer e tempo de morrer; tempo de plantar e tempo de arrancar o que se plantou; 3. Tempo de matar e tempo de curar; tempo de destruir e tempo de construir; 4. Tempo de chorar e tempo de rir; tempo de lamentar e tempo de dançar; 5. Tempo de atirar pedras e tempo de juntar pedras; tempo de abraçar e tempo de evitar o abraço; 6. Tempo de procurar e tempo de perder; tempo de guardar e tempo de jogar fora; 7. Tempo de rasgar e tempo de costurar; tempo de calar e tempo de falar; 8. Tempo de amar e tempo de odiar; tempo de guerra e tempo de paz. | ” |

A passagem bíblica postula a existência de um tempo e um local para todas as coisas. Os versos estão abertos a uma possibilidade infinita de interpretações, mas na canção são interpretados como base para a paz mundial, como demonstra o verso final: "tempo de paz, juro que não é tarde demais". Esta frase e o título da canção são as únicas partes da letra escritas pelo próprio Seeger.
A letra original da canção esteve entre os documentos doados pelo Partido Comunista dos Estados Unidos da América à Universidade de Nova Iorque em março de 2007. Cerca de 45% dos royalties da canção foram doados ao Comitê Israelense contra Demolição de Casas Palestinas, pois, de acordo com Seeger, ele também escreveu seis palavras, em adição à melodia da canção.

## Primeiras versões
A primeira versão da canção foi gravada apenas alguns meses após a original pela banda de folk The Limeliters, sob o tíulo "To Everything There Is a Season" no álbum Folk Matinee, lançado pela RCA Records. Um dos backing vocals da banda, Jim McGuinn, iria mais tarde trabalhar com a cantora de folk Judy Collins, readaptando a canção, agora intitulada "Turn! Turn! Turn! (To Everything There Is a Season)", ao estilo dela. A versão de Collins foi lançada no álbum Judy Collins #3, de 1963.

## Versão dos Byrds
A versão mais conhecida da canção foi lançada pela banda de folk rock The Byrds, da qual McGuinn era vocalista e guitarrista, em outubro de 1965. Esta versão atingiu a primeira posição na Billboard Hot 100 e mais tarde, em dezembro do mesmo ano, deu nome ao segundo álbum de estúdio da banda. A canção também atingiu a vigésima sexta posição no UK Singles Chart. 
Esta versão, devido ao seu sucesso, foi incluída na trilha-sonora dos filmes Forrest Gump (1994) e In America (2002). Também foi incluída no primeiro episódio do seriado de televisão The Wonder Years e no episódio "Time To Hate" de Cold Case.
A versão dos Byrds deu à canção o recorde de número um com a letra mais antiga do mundo. Muitos teólogos, entretanto, acreditam que Rei Salomão é o verdadeiro autor do livro, e não Eclesiastes, dando assim a Salomão o recorde de compositor mais antigo de um número um.

## Outras versões
A canção foi gravada por vários artistas desde seu lançamento, entre eles:
- Em 1966, a banda australiana The Seekers gravou a canção para o álbum Come the Day.
- Em 1968, a cantora escocesa Mary Hopkin lançou a canção como lado B de seu sucesso "Those Were the Days".
- Em 1969, a cantora e pianista Nina Simone gravou duas versões da canção, uma delas incluída no álbum To Love Somebody.
- Em 1984, a cantora de música country Dolly Parton gravou a canção para seu álbum The Great Pretender. Mais tarde gravaria a canção para o álbum Those Were the Days, de 2005.
- Em 1998, Larry Norman gravou a canção para seu álbum Copper Wires.
- Em 1999, o grupo japonês de rock Plastic Tree gravou a canção com nova letra, escrita pelo vocalista Ryutaro Arimura.
- Em 2003, Aoife Ní Fhearraigh gravou a canção para seu álbum Turning of the Tide.
- Em 2004, o trio Wilson Phillips gravou a canção no álbum California.
- Em 2006, durante a turnê de seu álbum We Shall Overcome, um tributo à obra de Seeger, Bruce Springsteen interpretou a canção. Em 2008, Springsteen interpretou a canção com Jim McGuinn em Orlando.[4]
- Em 2008, Amy Grant terminou cada show da turnê comemorando os vinte anos do lançamento de seu álbum Lead Me On cantando a canção.
- A banda escocesa Belle & Sebastian frequentemente canta a canção ao vivo em seus shows.
- Em 2008, Chris de Burgh gravou a canção para seu álbum Footsteps, uma compilação de clássicos da música folk das décadas de 1950, 1960 e 1970.
- Em 2014, Sara Niemietz gravou uma versão da música que foi ao ar no episódio ''Turn'' da série americana Under the Dome
- Em 2017, a banda Resgate gravou uma versão para o álbum No Seu Quintal.[5]